# Indoteratura erecta
Indoteratura erecta är en insektsart som först beskrevs av Sigfrid Ingrisch och Shishodia 2000.  Indoteratura erecta ingår i släktet Indoteratura och familjen vårtbitare. Inga underarter finns listade i Catalogue of Life.